# شيق زائدي
شِيق أو أبو مَرِينا زائديّ (الاسم العلمي: Muraena appendiculata) هو نوع من الأسماك يتبع جنس الموراي من الفصيلة المورايية.